# État indépendant de Croatie

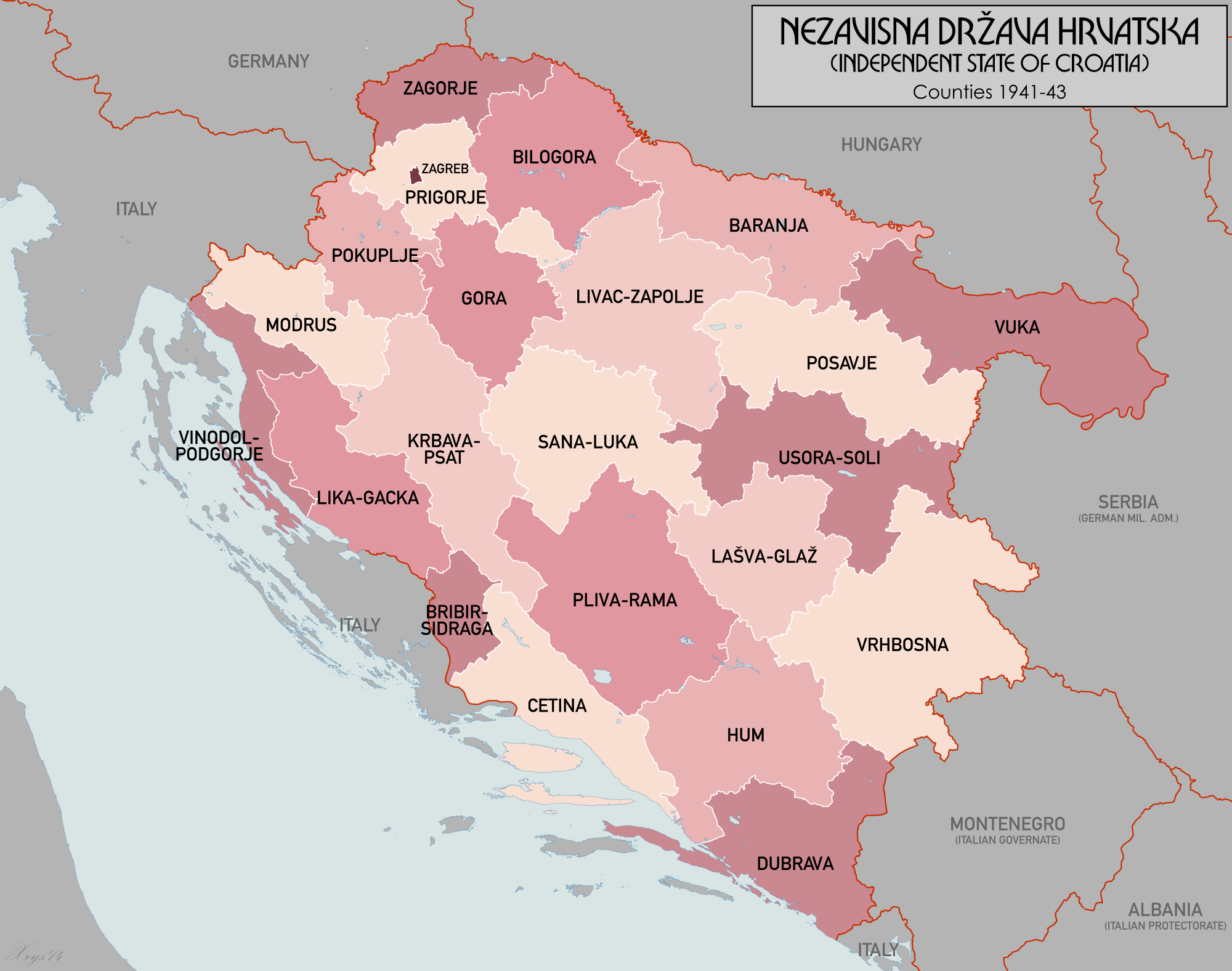
L'État indépendant de Croatie en 1941.

« NDH » redirige ici. Pour les autres significations, voir NDH (homonymie).
Pour les articles homonymes, voir Croatie (homonymie).
10 avril 1941 – 8 mai 1945
(4 ans et 28 jours)
Entités précédentes :
- Royaume de Yougoslavie (1941)
- Gouvernorat italien de Dalmatie (1943)

Entités suivantes :
- République fédérative populaire de Yougoslavie
  -  État fédéral de Croatie
  -  État fédéral de Bosnie-Herzégovine
  -  État fédéral de Serbie

L'État indépendant de Croatie était un régime proclamé le 10 avril 1941 sur une partie du territoire du royaume de Yougoslavie, démembré après son invasion par les forces de l'Axe en 1941. Il englobait la majeure partie de la Croatie et de la Bosnie-Herzégovine actuelles. Le mouvement indépendantiste et fasciste des Oustachis, dirigé par Ante Pavelić est mis au pouvoir par les occupants italiens et allemands. 
Il instaure d'emblée une dictature meurtrière, persécutant non seulement les Juifs et les Tziganes à l'instar des Allemands, mais aussi les populations Serbes qui font l'objet de massacres à grande échelle. Rapidement, le régime oustachi doit faire face à des insurrections, nationaliste serbe d'une part et communiste de l'autre ; jusqu'à la fin du conflit mondial, la Croatie « indépendante » connaît des combats parmi les plus sanglants du théâtre d'opérations yougoslave. L'État indépendant de Croatie cesse d'exister au printemps 1945, et son territoire est réintégré à la Yougoslavie désormais contrôlée par les forces communistes de Tito.

## Création

### Le démembrement de la Yougoslavie

Partition de la Yougoslavie en 1941.

Après avoir rejeté une offre d'alliance du Reich, la Yougoslavie se voit envahie par des unités du Reich et de ses alliés et démembrée au profit de ses envahisseurs, tandis que l'agitation catholique profite de l'occasion pour s'épanouir au grand jour, celle-ci prenant en Croatie une dimension indépendantiste marquée.

### Constitution de l'État
Les Oustachis, parti fasciste croate clandestin dirigé par Ante Pavelić, prennent le pouvoir et proclamèrent le nouvel « État indépendant de Croatie » (Nezavisna Država Hrvatska ou NDH), Pavelić devenant premier ministre. Celui-ci, chef d'un groupuscule radical sans expérience politique, protégé initialement par les Italiens, bénéficie des maladresses du candidat promu par les Allemands, Vladko Maček, écarté en raison de ses positions adoptées entre le 27 mars et le 6 avril 1941, entre le coup d'État royal et le déclenchement de l'offensive de l'Axe contre la Yougoslavie.
Les nouvelles autorités mettent en place les institutions de l'État, afin de créer les conditions de la mise en place d'un État viable, avec des institutions pensées pour être stables et une administration solide.
Un parlement est mis en place, au sein duquel siègent de nombreux ecclésiastiques, et dont les députés appartiennent tous au parti oustachi, déclaré parti unique.
À côté de ces institutions, est ainsi créée une Direction pour la reconstruction, le pays ayant été frappé par les combats : au sein de cette direction, un service devant superviser les campagnes de conversion des Orthodoxes.
Le nouvel État apparaît, aux yeux des conservateurs croates, des catholiques et du Vatican, comme une « divine surprise ».

### Dévolution du royaume
D'un commun accord, Ante Pavelić, Benito Mussolini et le roi d'Italie Victor-Emmanuel III décident de placer sur le trône croate un petit-cousin du souverain, Aymon de Savoie, duc de Spolète puis duc d'Aoste, propulsé monarque sous le nom de « Tomislav II ». En réalité, épouvanté par les crimes des Oustachis, le roi refuse même de visiter son royaume fantoche et son « règne » demeure fictif, sans qu'il quitte l'Italie. Il abdique le 31 juillet 1943, lors du retrait des troupes italiennes. Pavelić devient alors officiellement chef de l'État, avec le titre de Poglavnik (« Dirigeant »).

### Composition territoriale
À l'issue de la rapide conquête de la Yougoslavie, le pays est partagé entre Allemands, Italiens et Hongrois, qui obtiennent chacun de larges parts de la Croatie historique : l'Italie obtient la totalité de la Dalmatie, tandis que la Hongrie annexe une bande frontalière peuplée en partie par une importante minorité croate.
Le territoire de l'État indépendant de Croatie englobe toute la Bosnie-Herzégovine, des portions de la Serbie actuelle (Syrmie, peuplée pour moitié par des Serbes, et une partie de la Voïvodine) et la majeure partie de la Croatie actuelle, amputée de l'Istrie et d'une large partie de la Dalmatie, annexées à l'Italie. Divisé en zones d'occupation allemande et italienne, le régime dictatorial de Pavelić commença par abolir le Parlement croate en pourchassant toute opposition.
Le régime croate participa au conflit sur le front de l'Est, en envoyant 9 000 soldats, qui participèrent notamment à la bataille de Stalingrad.

## Politique raciale dans l'État indépendant de Croatie
Une politique raciale discriminatoire nécessitant des moyens, ce sont 42 camps de concentration qui furent mis en place par le régime d'Ante Pavelić, certains sous son propre contrôle, comme le celui de Jasenovac, surnomé le "Gypsy camp", d'autres sous contrôle allemand, comme celui de Semlin, utilisé pour gazer les Juifs de Croatie mais aussi ceux de Belgrade livrés par le « gouvernement » collaborateur serbe de Milan Nedić. Des dizaines de milliers de prisonniers serbes, juifs, roms (tsiganes) ou croates opposants au régime y furent assassinés et des industries pour exploiter la main-d’œuvre servile sont mises en place : ainsi, le  réseau des camps permet non seulement une purification ethnique de l'État croate, mais aussi l'intensification de l'effort de guerre du pays au bénéfice du Troisième Reich.
Il est estimé que 90% de la population Roms, a été décimée en Croatie.

### Politique raciale
Peuplé par 6 à 7 millions d'habitants, le pays compte une petite majorité de Croates, un tiers de Serbes et 750 000 Musulmans. Le régime d'Ante Pavelić cherche à se concilier ces derniers en les considérant comme le « fleuron de la race croate » : c'est un fascisme clérical original qui ne s'appuie pas seulement sur le clergé catholique croate mais aussi sur les imams bosniaques conservateurs. De plus, il ne cherche pas forcément à exterminer les chrétiens considérés comme hérétiques, mais tente d'en convertir à la foi catholique en respectant leur rite grec : c'est ainsi que le 22 juin 1941, le ministre des cultes déclare qu'un tiers des Serbes (orthodoxes) doit être converti, un autre tiers expulsé, et seulement le troisième tiers exterminé. Cette répartition obéit plus aux impératifs de viabilisation économique du nouvel État qu'à la constitution d'un ensemble racial homogène.
Pour qu'ils puissent être identifiés comme citoyens de seconde zone, les Juifs et les chrétiens orthodoxes (ou autres) sont astreints à porter des brassards distinctifs : les premiers sont voués à la destruction, tandis que les seconds sont soumis à une politique de conversion forcée au catholicisme, permise par le décret sur la conversion du 3 mai 1941,. Quant aux Musulmans, ils ne sont soumis à aucune astreinte spécifique, mais dans l'armée, ils portent un fez à la place du calot des soldats chrétiens.

### LesVolksdeutschedans le nouvel État
Les Allemands ethniques étaient peu nombreux en Croatie, et présents surtout dans les anciens confins militaires autrichiens, en Slavonie, en Syrmie et sur les deux rives de la Save. Ils étaient dès l'avant-guerre instrumentalisés par l'Allemagne nazie à travers leur leader nazi Branimir Altgayer, qui les avait organisés en une « Fédération culturelle des Allemands souabes » (Schwäbisch-Deutscher Kulturbund) sous l'égide du Hauptamt Volksdeutsche Mittelstelle (VoMi, « Office central pour les Allemands ethniques »). Conformément aux accords entre le régime Pavelić et l'Allemagne nazie, ils ne furent pas incorporés dans l'armée croate mais dans la Wehrmacht et pour certains dans la Waffen-SS.
Lorsque les tchetniks serbes et les partisans communistes de Tito (lui-même croate) s'organisèrent à leur tour et commencèrent les combats, le Reich estima que la sécurité de ces minorités allemandes n'était plus assurée et procéda à leur « rapatriement » pour les installer dans le Wartheland en Pologne occupée. De ce fait, l'État indépendant croate fut l'un des facteurs de la disparition de cette minorité de son territoire.

### Les Juifs dans l'État croate
Comme d'autres États-satellites de l'Allemagne nazie (France vichyste, Hongrie horthyste, Slovaquie de Tiso, Roumanie d'Antonescu, Bulgarie de Bogdan Filov, régimes collaborateurs grec ou serbe) la Croatie de Pavelić a cherché à mettre en place sa propre « solution finale » dans ses 42 camps de concentration, mais accepta aussi de laisser l'Allemagne nazie participer à l'extermination des populations juives résidant sur son territoire, notamment en fournissant six trains pour déporter les Juifs promis à l'exploitation et à la mort vers les ghettos et les camps de l'Est.

## Une forte tutelle germano-italienne

### Mise sous tutelle politique
Le nouvel État de Pavelić est en théorie souverain, mais en fait c'est un fantoche soumis à un strict contrôle politique, économique et militaire conjoint allemand (1941-1945) et italien (1941-1943). Au grand dépit des Oustachis eux-mêmes, des territoires ethniquement croates ont été attribués soit à la Hongrie (Baranja), soit à l'Italie (gouvernorat italien de Dalmatie) et de plus, des unités italiennes et allemandes sont stationnées sur son territoire. Ces unités, commandées conjointement par l'Allemand Alexander Löhr et l'Italien Mario Roatta, occupent le pays, le mettant sous la tutelle politique du Reich et de l'Italie.
Ce contrôle s'exerce notamment par une forte représentation allemande dans le pays et par un alignement sans réserve sur la politique de l'Axe. Cet alignement se manifeste dès les premiers jours du régime, par la déclaration de guerre de la Croatie aux Alliés, puis par l'adhésion du Royaume au Pacte tripartite et au pacte antikomintern, lors de la cérémonie du 25 novembre 1941. Lors de cette cérémonie, l'ensemble des hommes d'État dirigeants des satellites du Reich sont reçus par Hitler, Göring et Ribbentrop. De plus, dans la dynamique de l'adhésion au pacte antikomintern, le royaume déclare la guerre aux États-Unis le lendemain de la déclaration de guerre allemande, après que Ribbentrop a rappelé aux responsables croates leurs obligations envers le Reich.
Par ailleurs, les relations sont mauvaises entre les représentants sur place du Reich et les représentants italiens, les premiers reprochant aux seconds leur laxisme et leur tiédeur, non sans quelque raison, car en octobre 1943, lors du retrait italien, les armes des unités italiennes ainsi que des embarcations passèrent non pas aux Oustachis ou aux Allemands, mais aux partisans de Tito.

### Le contrôle économique de l'État indépendant

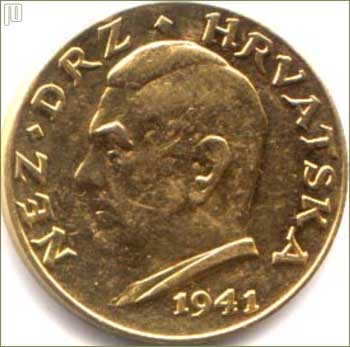
Pièce de 500 kunas à l'effigie d'Ante Pavelić.

Le contrôle du Reich et de l'Italie sur le pays comprend également une forte tutelle économique.
Selon le principe mis en place par les experts économiques allemands, les territoires occupés doivent prendre en charge les coûts générés par l'entretien de la force d'occupation, notamment par le biais de « contributions à la défense ». Dans ce cadre, en Croatie comme ailleurs, les finances publiques de État indépendant se trouvent considérablement obérées par la participation au conflit.
De plus, les frais médicaux des militaires allemands affectés dans le pays doivent être financés par les finances locales, comme dans l'ensemble des pays occupés par la Wehrmacht.
Dans le même temps, la Croatie fournit au Reich des ouvriers pour son industrie de guerre, sur la base du volontariat.
Cette tutelle économique se manifeste également par la mise en place d'un taux de change avantageux pour les Allemands : la kuna s'échange avec le Reichsmark sur la base de 100 kunas pour 1 Reichsmark.

## Résistance
Combattant les forces de l'Axe, les Partisans yougoslaves émergea dès le début 1941, sous le commandement de Josip Broz Tito, comme dans les autres parties du royaume de Yougoslavie. Parallèlement aux Partisans communistes alors fidèles au Komintern, la résistance royaliste fidèle au gouvernement yougoslave en exil à Londres s'oppose aussi aux occupants et finit par contrôler un vaste territoire entre le Monténégro et la Serbie méridionale, mais cette résistance dirigée par Draža Mihailović souffre de trois handicaps : ses divisions internes (certains groupes, par anticommunisme, combattent aussi les Partisans de Tito), sa dominante ethnique serbe (alors que les Partisans recrutent dans toutes les ethnies de Yougoslavie) et plus que tout, la mauvaise réputation dont elle souffre parmi les Alliés, qui la privent de leur soutien et choisissent de miser sur Tito. Ainsi, à partir de 1943, la puissance des Partisans communistes en Croatie devient majeure : on y dénombre 100 000 combattants, soit un tiers des Partisans yougoslaves : sur les vingt-six divisions mises sur pied par Tito, onze sont établies en Croatie (dont sept en Bosnie-Herzégovine) contre cinq en Slovénie, deux en Serbie et une au Monténégro, où dominaient les Tchetniks loyalistes.

### La résistance communiste
À partir de juin 1943, les Partisans communistes de Croatie se dotent d'un État-major civil national, le ZAVNOH (« Conseil territorial antifasciste du mouvement de libération nationale de Croatie »), présidé par Vladimir Nazor secondé par le commissaire politique Andrija Hebrang. Instance suprême de la Résistance en Croatie, ce Conseil coordonne les actions militaires des unités croates des Partisans. En 1944, il se constitue en assemblée constituante de l'État fédéré de Croatie (Federalna Drazava Hrvatska) au sein de la future Yougoslavie fédérale, et nomme en avril 1945, le premier gouvernement croate de l'après-guerre. Cet État fédéré qui concurrence de plus en plus le régime d'Ante Pavelić sur le terrain, prône son retour au sein d'une Yougoslavie reconstituée (mais sur un modèle républicain, socialiste et fédéral, contrairement au royaume de Yougoslavie d'avant-guerre) et cherche lui aussi à se concilier les musulmans en leur promettent une République fédérée de Bosnie-Herzégovine.
Après le 8 septembre 1943 et la défection de l'Italie, les partisans voient leur force grandir, profitant de la possibilité qui leur est offerte de s'emparer de la majeure partie des stocks militaires italiens ; ce sont aussi eux qui, grâce à la défection de la marine italienne, se dotent d'une « marine populaire yougoslave » qui les rend moins tributaires des parachutages alliés. De plus, l'effectif de trois divisions italiennes cantonnées en Croatie se rallient aux partisans. Ces apports permettent à ces derniers de contrôler de manière temporaire les côtes dalmates, tandis que les montagnes demeurent plus que jamais leur domaine : Split est ainsi occupée de façon temporaire entre le 10 et le 25 septembre par les partisans, qu'une vigoureuse action allemande, commandée par la crainte de l'établissement de têtes de pont alliées dans les Balkans, oblige à évacuer, mais les troupes de l'Axe ne parviennent pas à reprendre rapidement le contrôle de toute la Dalmatie.

### La résistance royaliste
Établie dès 1941 à partir des unités survivantes de l'armée royaliste yougoslave, la résistance royaliste serbe des Tchetniks reste fidèle au gouvernement yougoslave en exil à Londres. Son rôle fut cependant plus ambigu du fait que quelques groupes ne combattirent pas seulement les Oustachis et les Allemands, incarnant à leurs yeux les ennemis nationaux de la Yougoslavie, mais aussi les Partisans de Tito, leurs ennemis idéologiques. L'historiographie communiste d'après-guerre a répété durant 45 ans que les Tchetniks auraient collaboré avec les Allemands, accréditant ce mythe dans la culture populaire alors qu'en fait seul le maquisard Kosta Pećanac mit ses troupes au service, non pas des occupants, mais du gouvernement collaborateur serbe avant d'être tué par les Tchetniks en mai 1944 et en Croatie, certaines unités Tchetniks collaborèrent avec les Italiens mais après le passage de l'Italie aux Alliés le 13 octobre 1943, lorsque les Italiens se mirent à combattre les Oustachis ; par ailleurs, bien plus nombreuses furent les unités de Tchetniks qui se rallièrent aux Partisans au fil des mois en 1944 et 45.
En effet, en juin 1944, le gouvernement en exil du roi Pierre II, pressé par les Alliés de signer un accord avec le mouvement de Tito, reconnaît les Partisans comme force armée régulière de la résistance yougoslave et ordonne aux Tchetniks de se joindre à eux, ce que la plupart firent. Mihailović refuse cependant de se soumettre et, le 29 août, le roi le démet de ses fonctions de chef d'état-major yougoslave et, le 12 septembre, nomme à sa place Tito. Ce dernier promet une amnistie aux Tchetniks, tout en la refusant aux collaborateurs Oustachis. À la fin du conflit, la résistance royaliste se disloque, tandis que les collaborateurs fuient vers l'Autriche avec leurs familles : certains, capturés par les Partisans sont passés par les armes ; d'autres, capturés par les Britanniques, sont renvoyés en Yougoslavie, livrés aux communistes, et finissent par partager le même sort.
Les Tchetniks qui avaient refusé de se rallier à Tito seront détenus dans les camps de travail forcé du régime Titiste mais certains sont tués sans jugement. Draža Mihailović et ses hommes, qui avaient déjà payé un lourd tribut à la répression nazie, sont piégés dans l'est de la Bosnie-Herzégovine où ils sont finalement capturés. Mihailović est jugé pour les crimes des collaborateurs qui lui sont imputés, et condamné à mort pour trahison. Le gouvernement yougoslave légitime réfugié à Londres se trouve abandonné par les Alliés, et beaucoup de ses membres n'ont plus qu'à demander l'asile politique. Le 14 mai 2015, 69 ans après l'exécution de Draža Mihailović, la Haute Cour de Belgrade annule sa condamnation, jugeant qu'il n'a pas bénéficié d'un procès équitable et que les preuves présentées contre lui étaient falsifiées.
Les pertes subies par les Tchetniks au cours du conflit s'élèvent à environ 166 000, comptant 10 000 morts dans des batailles contre l'occupant, 16 000 morts en déportation après leur capture par les Allemands, et environ 140 000 répartis entre les exécutions commises par les Partisans.

### Opérations de lutte contre les partisans

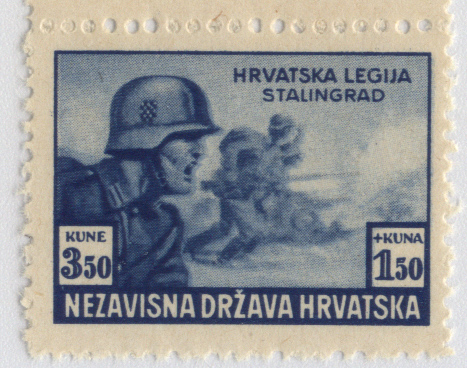
Timbre de 1942 commémorant l'engagement de troupes croates dans la bataille de Stalingrad

Dans ce contexte où les enjeux politiques et idéologiques locaux se superposaient à ceux du conflit planétaire, la Seconde Guerre mondiale fut particulièrement meurtrière dans l'État indépendant croate, puisqu'elle y fit un peu moins de 300 000 victimes — soit 30 % du bilan total pour l'ensemble du territoire de la Yougoslavie d'avant-guerre (entre 1 014 000 et 1 027 000 victimes).
Ainsi, face à l'essor des mouvements de résistance, encouragé par la politique croate contre les Serbes et les Juifs, les observateurs allemands ne peuvent que constater leur impuissance et la présence de « foyer d'insurrection difficiles à enrayer ». Une centaine d'opération anti-partisans fut cependant menée entre 1941 et 1945. Étendu à l'ensemble du territoire de l'État indépendant (Bosnie-Herzégovine et Syrmie incluses), ces actions sont responsables de pertes humaines estimées entre 650 000 et 700 000 morts — dont une moitié de Serbes (335 000 - 353 000), un tiers de Croates (186 000 - 204 000), un huitième de Bosniaques (75 000 - 78 000), entre 20 000 et 27 000 juifs et entre 34 000 et 38 000 personnes d'autres nationalités, notamment des Roms. Parmi ces victimes, on compte quelque 261 000 militaires (139 000 partisans de Tito, 49 000 tchetniks et 73 000 collaborateurs et oustachis).
En septembre 1942, Hitler ayant ordonné l'« éradication » des résistants, plusieurs opérations sont menées conjointement par les Allemands et les Italiens, les opérations Weiß I, II et III en janvier, février et en mai 1943. La première aboutit à la prise de contrôle de la Bosnie occidentale, la seconde à la reconquête de la Bosnie centrale, tandis que la troisième, menée par les seuls Allemands contre les Tchetniks permet à la Wehrmacht de prendre le contrôle du Sandžak et du Monténégro, affaiblissant pour quelque temps les résistants.
Ces succès sont éphémères car la résistance reconstitue ses unités et harcèle sans cesse les occupants sur un terrain qu'elle maîtrise mieux qu'eux, de sorte qu'Alexander Löhr conclut en septembre 1943 à l'impuissance de ses troupes, insuffisantes pour les tâches qui leur sont dévolues.

## Les derniers mois

### La conquête par les Alliés
À partir de l'automne 1944, le territoire de l'État indépendant de Croatie devient le théâtre de plusieurs guerres sur son sol. Lors de la conférence interalliée « Tolstoï » d'octobre 1944, les Alliés se sont mis d'accord sur leurs zones d'influence en Europe et sont convenus qu'en Yougoslavie, l'influence occidentale et l'influence soviétique seraient égales (après la guerre, Tito saura en profiter pour s'émanciper du bloc de l'Est et rejoindre le Mouvement des non-alignés). Cela réglé et agréé par Tito, les unités soviétiques opérant depuis la Roumanie, la Bulgarie, la plaine de Pannonie et le Danube, font leur jonction avec les Partisans qui mènent leurs opérations depuis leurs bases de ravitaillement du littoral dalmate, par où ils reçoivent des armes et des munitions britanniques, tandis que les résistants royalistes sont encerclés et massacrés (leur chef Draža Mihailović sera accusé de trahison et exécuté sur ordre de Tito, un an et demi après que le Royaume-Uni ait cessé, le 6 mars 1945, de reconnaître le gouvernement yougoslave en exil à Londres).
Le port de Split est ainsi libéré le 25 octobre 1944, mais le centre montagneux du territoire de l'État indépendant croate est libéré plus tardivement : Mostar est prise par les Partisans le 14 février 1945 et Sarajevo seulement le 6 avril 1945, en raison des ordres de Hitler de garder le contrôle de la ville à n'importe quel prix. Cette guerre de libération est marquée par une résistance acharnée menée par les Oustachis appuyés par des troupes allemandes, et se caractérise par des destructions et des massacres de grande ampleur perpétrées par les deux camps.

### Dissolution
En mai 1945, face à l'avance des Partisans et alors que l'Armée rouge contrôle le nord-est du territoire yougoslave, les Oustachis battent en retraite vers l'Autriche, et le régime disparaît totalement dans les faits, malgré des tentatives de résistance vouées à l'échec : le 15 août 1945, les dernières unités oustachies capitulent.
Dans le contexte marqué par la dureté des combats des derniers mois d'existence de l'État indépendant croate, le bilan des victimes du conflit en Croatie inclut l'épuration sanglante qui suivit la Libération : ici on ne tondait pas les femmes, on ne jugeait pas les collaborateurs mais on les fusillait en groupe, comme lors du massacre de Bleiburg en mai 1945. Des dizaines de milliers de civils et soldats croates, oustachis ou domobrans (armée régulière), cherchant refuge en Autriche, furent livrés par les Alliés aux unités des Partisans des Ire, IIe et IIIe Armées, essentiellement recrutées en Serbie à partir de la mi-1944, et dont une partie des troupes était composée de transfuges tchetniks.

## Chefs politiques du NDH
- Ante Pavelić
- Slavko Kvaternik
- Mirko Puk
- Andrija Artuković
- Ivan Petrić
- Lovro Šušič
- Mile Budak
- Ivica Frković
- Jozo Dumandžič
- Milovan Zanič
- Osman Kulenović
- Džafer beg Kulenović
- Mladen Lorković